# دهستان مزرعه نو
دهستان مزرعه نو دهستانی از توابع بخش مرکزی شهرستان آشتیان در استان مرکزی ایران است. 

## جمعیت
جمعیت این دهستان بر اساس سرشماری مرکز آمار ایران در سال ۱۳۹۵، ۳۱۴۲ نفر (۱۱۱۳ خانوار) متشکل از ۱۵۴۸ مرد و ۱۵۹۴ زن بوده‌است.

## فهرست روستاها
- امیرآباد
- انانجرد
- بهارستان
- خوراک آباد
- دوگوش
- سرهرود
- سعیدآباد
- صالح آباد
- کردیجان
- کوشکک
- محمدآباد (خالی از سکنه)
- مزرعه نو
- ورسان
- هزارآباد